# بايبر جيه -3 كب
بايبر جيه-3 كوب (بالإنجليزية: Piper J-3 Cub)‏ هي طائرة خفيفة الوزن وصغيره، وسهلة التحكم تم صناعتها مابين ستة 1937 إلى 1947 بواسطة شركة بايبر للطائرات. تتميز بمقعدين أمامي وخلفي. كانت تستخدم كطائرة تدريب وأصبحت واحدة من الطائرات الخفيفة الأكثر شعبية وشهرة في كل العصور. أنتجت في 1938 بالولايات المتحدة. كان أول طيران لها في 1938. صنع منها 19,888 طائرة، وسعر الطائرة الواحدة منها هو 995-2,461 when new دولار.